# Giuseppe Monticone
Giuseppe Monticone, detto Nabo (Ferrere d’Asti, 16 dicembre 1900 – Torino, 28 dicembre 1924), è stato un calciatore italiano, di ruolo difensore.

## Carriera
Monticone arrivò alla Juventus prelevato dal Settimo in cambio di undici palloni da calcio.
Fece il suo esordio con i bianconeri contro il Derthona l'8 ottobre 1922, in una vittoria per 2-1, mentre la sua ultima partita fu contro la Sampierdarenese il 21 dicembre 1924, in una vittoria per 4-1. Morì infatti il 28 dicembre seguente a causa di aneurisma aortico. Nelle tre stagioni bianconere collezionò 52 presenze e 3 reti.

## Statistiche

### Presenze e reti nei club
| Stagione        | Club            | Campionato      | Campionato | Campionato |
| Stagione        | Club            | Comp            | Pres       | Reti       |
| --------------- | --------------- | --------------- | ---------- | ---------- |
| 1922-1923       | Juventus        | Prima Divisione | 22         | 2          |
| 1923-1924       | Juventus        | Prima Divisione | 21         | 1          |
| 1924-1925       | Juventus        | Prima Divisione | 9          | 0          |
| Totale Juventus | Totale Juventus |                 | 52         | 3          |
| Totale carriera | Totale carriera |                 | 52         | 3          |